# 广隆站
广隆站是廣州地鐵4號線的車站，位於中國廣東省廣州市南沙区环市大道西广兴路口。2017年12月28日随4号线南延段通车而启用。
本站与位于飞沙角站旁的的南沙停车场接轨。

## 车站結構

### 車站樓層
本站共有兩層。地面為環市大道西、广兴路及其他建筑。地下一層為站廳；地下二層為4號線月台。
| 地下一层 | 站厅                       | 售票機、客服中心、商店、警务室、安检设施 |  |  |
| 地下二层 | 1 站台                     | █4号线 黃村方向（下站：飞沙角）          |  |  |
|          | 岛式站台（卫生间、母婴室） |                                          |  |  |
|          | 2 站台                     | █4号线 南沙客运港方向（下站：大涌）      |  |  |

### 站厅

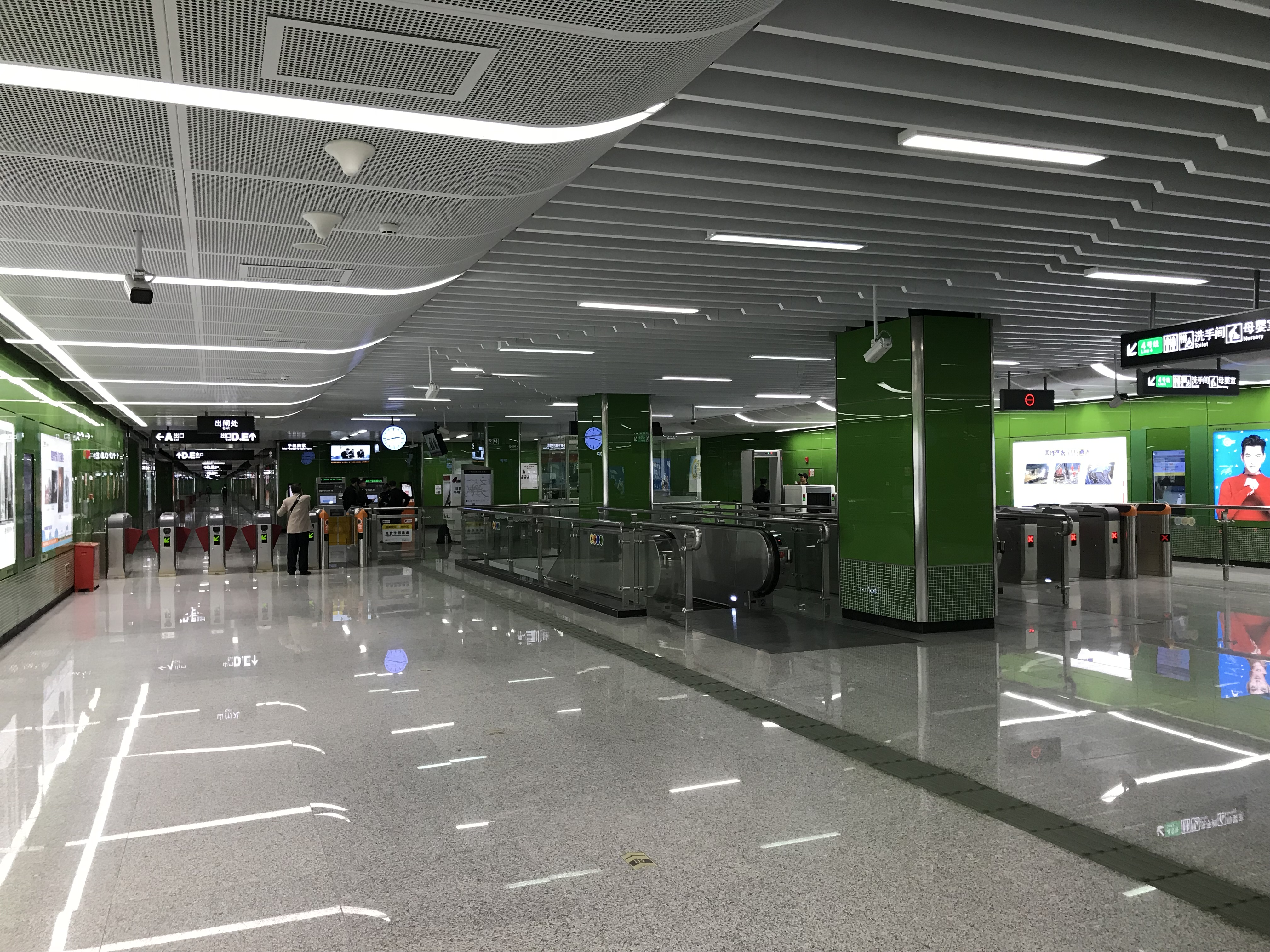
站厅

广隆站站厅設有售票機、自动售卡/充值机、客務中心。
为方便行人进出，站厅西侧被划分为收费区，收费区内设有三台扶手电梯、一组楼梯和一台专用电梯供乘客来往于站厅及月台层。
另外，本站连通站厅及月台的专用电梯旁壁画为南沙百万葵园。

### 月台
本站設有一個島式月台，位於環市大道西的地底。本站的卫生间和母婴室均设于月台南端。
另外，本站北端设有一条来往南沙停车场的联络线，当4号线的高架段出现故障或是台风来袭需要停运高架段时，黄村方向的列车将会通过此联络线进行折返，以本站为临时总站。

1号月台全景图

### 出入口
广隆站目前设有5个出入口供乘客进出车站。
|                                           |                                                       |      |            |                                                |
| 編號                                      | 设施                                                  | 照片 | 出口指示   | 建議前往的目的地                               |
| A                                         | 盲道标志 · 扶手电梯标志                               |      | 广兴路     | 环市大道西、地铁广隆站公交车站（东行）         |
| B                                         | 扶手电梯标志                                          |      | 环市大道西 | 广意路                                         |
| C                                         | 盲道标志 · 升降机标志 · 无障碍通道标志 · 扶手电梯标志 |      | 广业大街   | 环市大道西                                     |
| D                                         | 扶手电梯标志                                          |      | 广兴路     | 环市大道西、广隆村、地铁广隆站公交车站（西行） |
| E                                         | 扶手电梯标志                                          |      | 环市大道西 | 广隆村                                         |
| 註： 設有 \| 設有 \| 設有 \| 設有扶手電梯 |                                                       |      |            |                                                |

## 接驳交通
| 巴士 \| 编号 \| 编号 \| 线路 \| 线路 \| 线路 \| 收费 \| 运营商 \| 备注 \| \| ---- \| ------- \| ---------------------------- \| ---- \| -------------------- \| ---- \| -------- \| ---------- \| \| \| 南沙13 \| 中山大学附属第一（南沙）医院 \| ⇆ \| 水牛头渡口 \| 2元 \| 南沙巴士 \| 30–50分/班 \| \| \| 南沙27 \| 蕉门公交总站 \| ⇆ \| 广州南沙国际物流中心 \| 3元 \| 南沙巴士 \| 15–30分/班 \| \| \| 南沙54 \| 雁洲村 \| ⇆ \| 滨海公园 \| 3元 \| 润信公交 \| \| \| \| 南沙61 \| 黄山鲁西门 \| ⇆ \| 万科海上明月 \| 2元 \| 润信公交 \| \| \| \| 南沙夜4 \| 祈丰路（金洲地铁站） \| ⇆ \| 地铁广隆站 \| 3元 \| 南沙巴士 \| \| |         |                              |      |                      |      |          |            |
| 编号 | 编号    | 线路                         | 线路 | 线路                 | 收费 | 运营商   | 备注       |
| | 南沙13  | 中山大学附属第一（南沙）医院 | ⇆    | 水牛头渡口           | 2元  | 南沙巴士 | 30–50分/班 |
| | 南沙27  | 蕉门公交总站                 | ⇆    | 广州南沙国际物流中心 | 3元  | 南沙巴士 | 15–30分/班 |
| | 南沙54  | 雁洲村                       | ⇆    | 滨海公园             | 3元  | 润信公交 |            |
| | 南沙61  | 黄山鲁西门                   | ⇆    | 万科海上明月         | 2元  | 润信公交 |            |
| | 南沙夜4 | 祈丰路（金洲地铁站）         | ⇆    | 地铁广隆站           | 3元  | 南沙巴士 |            |

## 利用状况
广隆站附近有多个工业厂房，因此使用本站大部分为附近工业厂房上班的乘客为主。
由于本站距离最近的广隆路口巴士站较远，同时该站途经公交线路较少，不便于接驳，也导致车站除上下班高峰时段外，平日均会较为冷清。

## 历史
本站为2011年4号线南延段规划变更而新设置的一座沿途车站。
车站于2016年5月12日实现主体结构封顶，2017年7月1日移交运营部门调试。2017年12月28日随4号线南延段通车而启用。
2021年6月5日，为配合南沙区政府的疫情防控措施和全员核酸检测工作，本站停止对外运营服务；后于当日晚些时候恢复运营，所有出入口调整为只出不入，直至6月7日首班车起恢复。